# Diplomatická služba Jeho Veličenstva

Znak vládních orgánů Jeho Veličenstva

Diplomatická služba Jeho Veličenstva (anglicky His Majesty's Diplomatic Service (HMDS)) je diplomatická služba Spojeného království Velké Británie a Severního Irska, která se zabývá zahraničními záležitostmi, na rozdíl od domácí civilní služby, která má na starosti britské domácí záležitosti. 
Britská diplomatická služba zaměstnává asi 14 000 osob, z nichž přibližně třetina jsou zaměstnanci koruny pracujícími přímo pro Kancelář zahraničí a Commonwealthu (Foreign and Commonwealth Office), buď v Londýně či v některé zahraničí pobočce. Zbylé dvě třetiny zaměstnanců jsou pracují na některé z téměř 270 britských diplomatických misí v zahraničí (např. velvyslanectví, konzuláty nebo vysoké komise).